# افرای لوبلی
افرای لوبلی(نام علمی: Acer cappadocicum subsp. lobelii) نام یک زیرگونه از گونه شیردار است.